# Emmanuel Félémou
Emmanuel Félémou, né le 24 décembre 1960 et mort le 1er mars 2021, est un prélat guinéen de l'Église catholique romaine.

## Biographie
Né à Kolouma, Félémou est ordonné prêtre en 1989.
En 2007, il est nommé évêque de Kankan. Il reste en poste jusqu'à sa mort en 2021.
Le 1er mars 2021, Félémou est mort de la Covid-19 à Conakry.